# Physique de la mélancolie
Physique de la mélancolie est un roman bulgare (2011) de Guéorgui Gospodínov, traduit en français par Marie Vrinat-Nikolov et publié par les éditions Intervalles en 2015.

## Trame narrative
Le narrateur est habité, se sent né en 1913 (avec son grand-père, Guéorgui, pendu au moulin), en 1944 (avec son père, vétérinaire, végétarien), en 1968 (comme lui-même, Guéorgui), ou à toute autre date : mon grand-père en moi n'arrive pas à se décider (p. 34). 
L'arrière-grand-père est mort au front durant la première guerre mondiale. Le grand-père s'est perdu au moulin en 1917 : sa mère, occupée de ses sept autres enfants et de sa charrette bleu clair avec sa farine, n'a pas voulu revenir en arrière, et seule sa sœur Dana est allée le rechercher. Le nouveau Guéorgui a passé une partie de sa jeunesse dans diverses caves ou petits appartements semi-enterrés, à contempler les plaques des automobiles, les chats, les jambes des gens, à s'imaginer le Dieu des fourmis, puis un nouveau Minotaure, enfermé dans son labyrinthe et détestant sa sœur Ariane. Les deux Guéorgui se sont beaucoup parlé autrefois : l'ancien a transmis au petit jeune ses souvenirs, ses spécialités (escargot-médicament sur la langue) et les sept mots de hongrois qu'il connaissait. 
Quand il s'est senti mourir, en 1993 peut-être, Guéorgui a appelé son petit-fils Guéorgui (âgé de vingt-sept ans), pour lui confier une adresse et un message. Quatre mois plus tard, celui-ci fait accepter à son supérieur un reportage sur un champ de bataille et un cimetière militaire de 14-18, des troupes bulgares, à Harkány en Hongrie. Il rencontre à l'adresse indiquée la vieille femme, jeune veuve alors, qui a secouru, caché, soigné, en 1945, un soldat hongrois, pendant presque neuf mois. Alors....
Cette trame se multiplie en épisodes parallèles, en réflexions parasites sur l'identité, le souvenir, le vieillissement, la littérature, la modernité, la permanence.

## Commentaires de la préfacière et traductrice
- « Le narrateur protéiforme et démultiplié écrit, raconte et encapsule, pour conjurer la peur de la mort absolue, la fin du monde en Apocalypse, insufflée dès l'école dans la Bulgarie communiste durant la guerre froide. » (p. 7)
- « Un mélancolique du non-vécu, du manqué, du passé à côté, du laissé-de-côté, de l'abandonné... » (p. 10)

## Éditions
- Physique de la mélancolie, éditions Intervalles, Paris, 2015,, 380 pages  (ISBN 978-2-36-956-017-3)

## Réception
La réception francophone reste encore peu éloquente,.
- Prix Jan Michalski de littérature 2016[3]

## Adaptation
Le roman a inspiré le court métrage d'animation Physique de la tristesse (2019) de Theodore Ushev, co-écrit par Gospodínov,.